# Jim Rothermel
James „Jim“ Rothermel (* 29. September 1941 in Panama; † 16. Mai 2011) war ein US-amerikanischer Studio- und Jazzmusiker (Saxophone, Flöte und Klarinette) und Musikpädagoge.

## Leben und Wirken
Rothermel wuchs in der Gegend von Norfolk (Virginia) auf. Zunächst spielte er Mundharmonika, dann Klarinette; in der Highschool lernte er dann Saxophon und weitere Holzblasinstrumente. Mit siebzehn Jahren hatte er erste professionelle Auftritte. Ab 1966 lebte er in der San Francisco Bay Area und spielte in verschiedenen musikalischen Umfeldern, wie Rockmusik, Big Bands, Traditional Jazz, Blues, Swing, New-Age- und klassische Musik. Im Hauptberuf unterrichtete er Saxophonspiel an der Sonoma State University und im Rahmen von Workshops an Schulen und Colleges. Im Laufe seiner Karriere wirkte er bei ca. 100 Aufnahmesessions mit, u. a. bei Van Morrison (Veedom Fleece, 1974), Jesse Colin Young (Song for July, 1971), The Chambers Brothers, Pointer Sisters, Maria Muldaur, Boz Scaggs, Jerry García, Herb Pomeroy und David Grisman. Er ist auch auf dem 1987 mit einem Grammy Award ausgezeichneten Album A Tribute to Steve Goodman zu hören und trat mit Bucky Pizzarelli, Charlie Byrd, Jay McShann, Buddy DeFranco und Charles Brown auf.
In seinen letzten Jahren leitete er das Jim Rothermel Swingtet, das Musik aus der klassischen Bigbandära spielte; ferner arbeitete er mit dem Marin Saxophone Quartet, den Larry Vuckovich Jazz All-Stars, Rex Allen’s Swing Express und der Harold Jones Big Band. Unter eigenem Namen legte er das Album Memories of You vor; ein weiteres erschien posthum. Er starb im Mai 2011 an Leukämie.